# Јорк Хејвен (Пенсилванија)
Јорк Хејвен (енгл. York Haven) град је у америчкој савезној држави Пенсилванија.

## Демографија
По попису из 2010. године број становника је 709, што је 100 (-12,4%) становника мање него 2000. године.
| Група             | 2000.       | 2010.       |
| Белци             | 768 (94,9%) | 615 (86,7%) |
| Афроамериканци    | 6 (0,7%)    | 14 (2,0%)   |
| Азијати           | 5 (0,6%)    | 3 (0,4%)    |
| Хиспаноамериканци | 10 (1,2%)   | 52 (7,3%)   |
| Укупно            | 809         | 709         |